# Pont de Fer din Huy
Pont de Fer (în română Podul de fier) este un pod de pe calea ferată 126 Statte–Ciney, situat în orașul Huy din Belgia. Podul traversează fluviul Meuse la kilometrul 76+792.

## Istoric
Între 1865 și 1872, compania Hesbaye–Condroz a construit în concesiune un tronson de cale ferată lung de 40,8 km, între Huy (gara Statte) și Ciney, traversând regiunile Condroz și Hesbaye. Pentru trecerea Meusei a fost realizat un pod metalic pe grinzi cu zăbrele cu calea sus, susținut pe două pile din piatră construite în albia fluviului și având trei deschideri peste acesta. Pe malul drept al Meusei, culeea de piatră a podului era prevăzută cu două pasaje în arc, pentru a permite circulația pe șoseaua Huy–Namur. Lucrările au început în decembrie 1865.
Pe pod a fost montat un singur fir al căii ferate, însă el a fost construit din start cu un gabarit care permitea adăugarea unui al doilea fir în viitor. Poreclit Podul de fier datorită materialului de construcție, el a fost deschis traficului feroviar pe 16 august 1872.
În august 1914, acest prim pod a fost aruncat în aer în încercarea de a opri invazia germană din Primul Război Mondial. După două tentative nereușite ale geniștilor belgieni, podul a fost în final distrus de echipe de civili din oraș, pe 15-16 august 1914. La sfârșitul anului 1917, în timpul retragerii sale, armata germană a dinamitat și celelalte vestigii ale podului metalic care mai rămăseseră în picioare.
După război s-a hotărât construcția unui nou pod pe amplasamentul vechiului podului metalic. Într-o primă fază a lucrărilor, societatea M. Smets a început în 1920 îndepărtarea resturilor tablierului metalic din albia fluviului și demolarea completă a vechilor pile, apoi construcția unor noi culei. Pe 9 iulie 1921, antrepriza Armand Blaton din Bruxelles și-a adjudecat contractul pentru construcția restului podului.
Podul a fost inaugurat în 1924. Spre deosebire de cel anterior, noul pod are o structură pe arce și a fost realizat din beton armat și piatră pentru construcții adusă de la carierele din Sprimont. Din motive bugetare, pe el a fost montat un singur fir de cale ferată, dar lățimea sa permite o eventuală dublare. Suplimentar, primăria orașului a solicitat și realizarea unui trotuar pietonal, care a fost amplasat în avalul podului și separat printr-un gard metalic de terasamentul feroviar.
Podul a fost dinamitat de o unitate a Chasseurs Ardennais și distrus de parțial pe 12 mai 1940, cu scopul de a încetini avansul german din timpul invaziei Belgiei. Operațiunea a costat viața a doi militari belgieni. A fost reparat, începând din 1941, de antrepriza Blaton-Aubert și Atelierele Metalurgice din Nivelles, și redeschis circulației feroviare în 1942.
În august 1944, bombardierele aliate au lansat peste 200 de bombe cu scopul de a distruge podul, însă acesta nu a suferit avarii grave, fiind afectată doar bolta arcului de pe malul stâng.
Ultima reabilitare serioasă a fost executată între 1951 și 1952 de către antrepriza Awans-François S.A. Deși circulația regulată pe linia 126 a trenurilor de călători a fost sistată în 1962, un trafic feroviar redus subzistă și în prezent între Statte și Marchin, grație atelierelor de confecții metalice Tôleries Delloye-Matthieu, astfel că podul este încă traversat la o frecvență redusă de garnituri de marfă, viteza de circulație fiind limitată la 40 km/h. 
În ciuda materialului de construcție folosit, podul feroviar actual de la Huy continuă să fie denumit de localnici Pont de Fer.

## Galerie de imagini

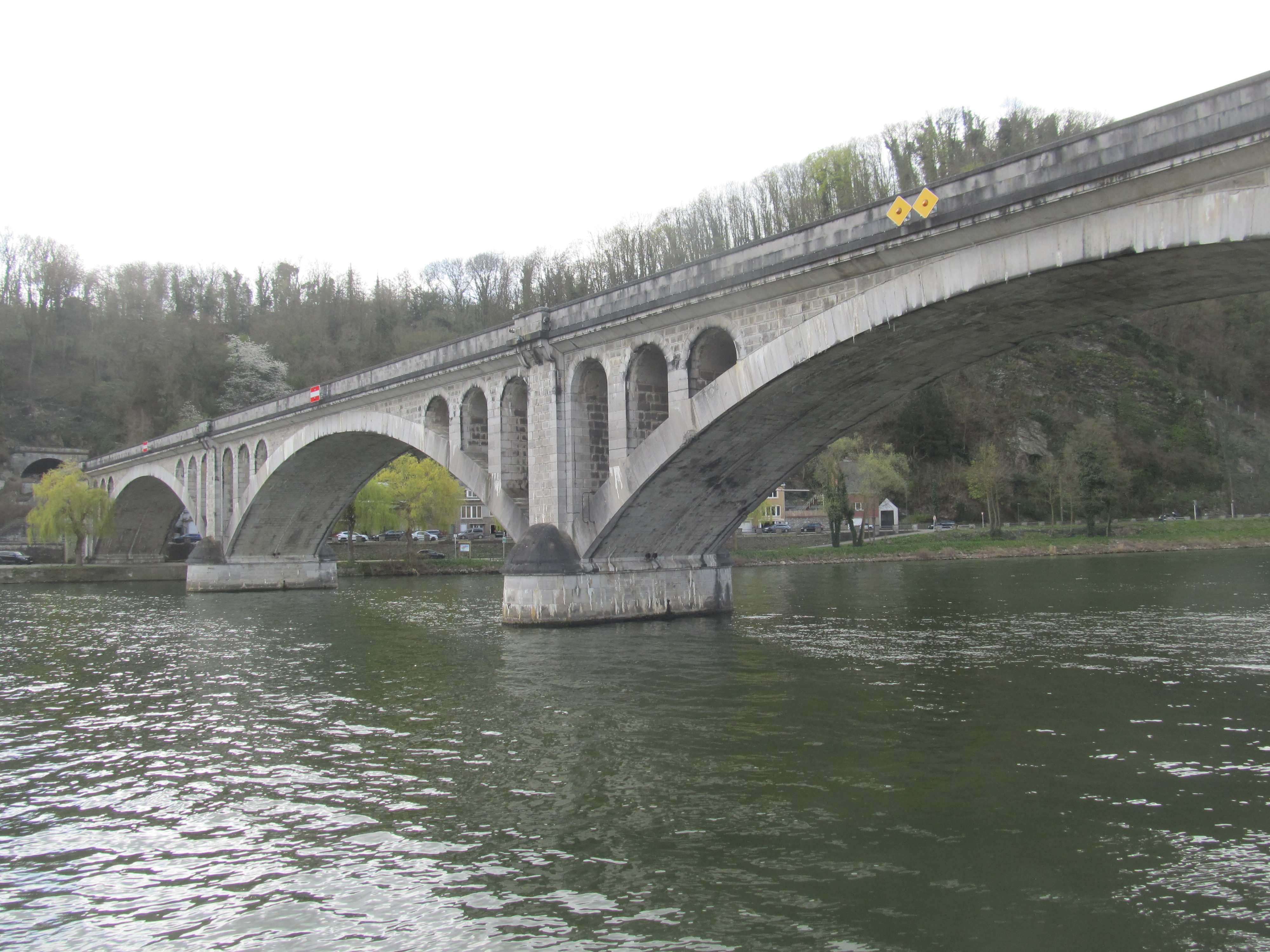
Pont de Fer.
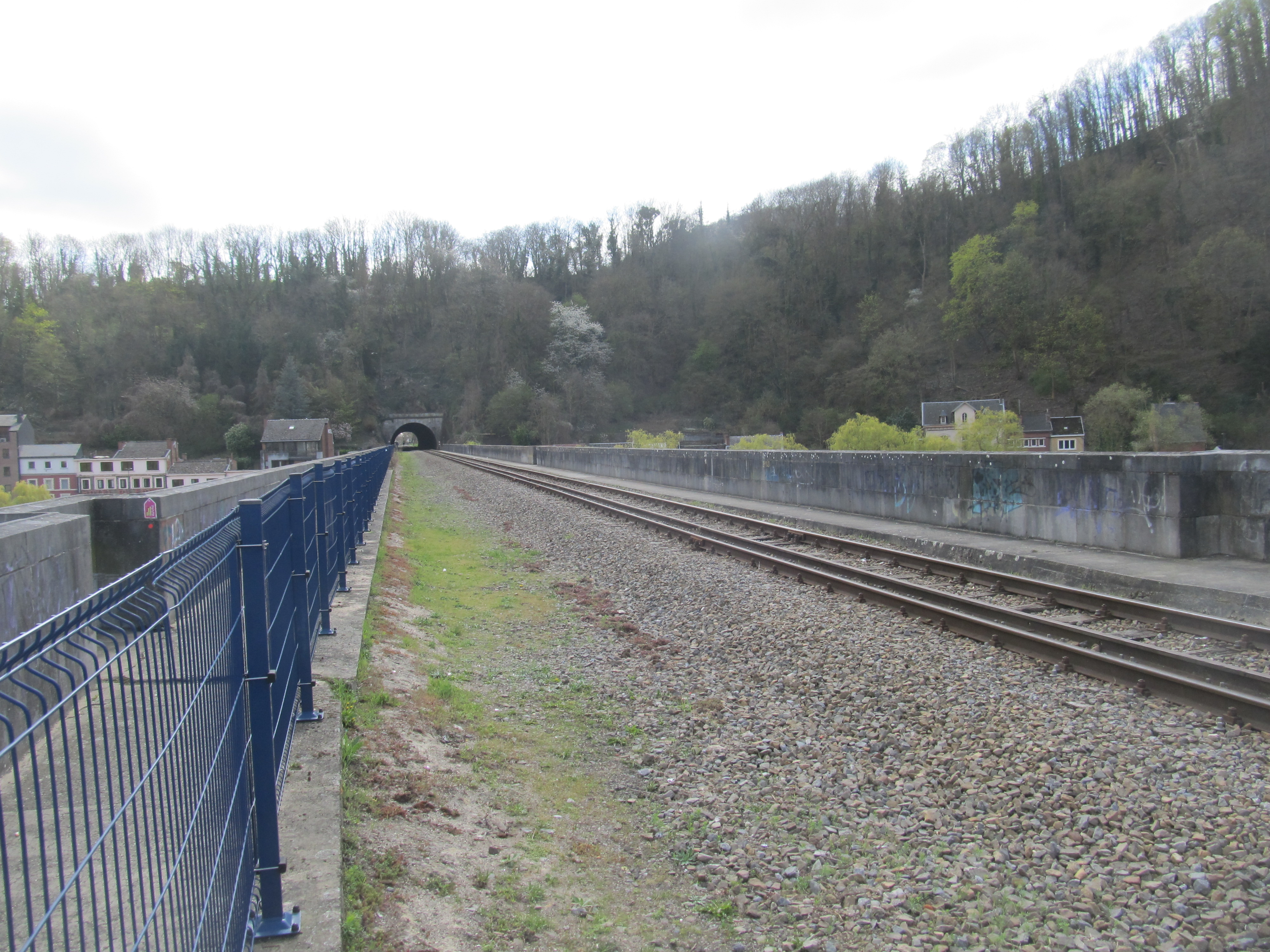
Terasamentul feroviar și trotuarul. În fundal, tunelul Huy-Sud.
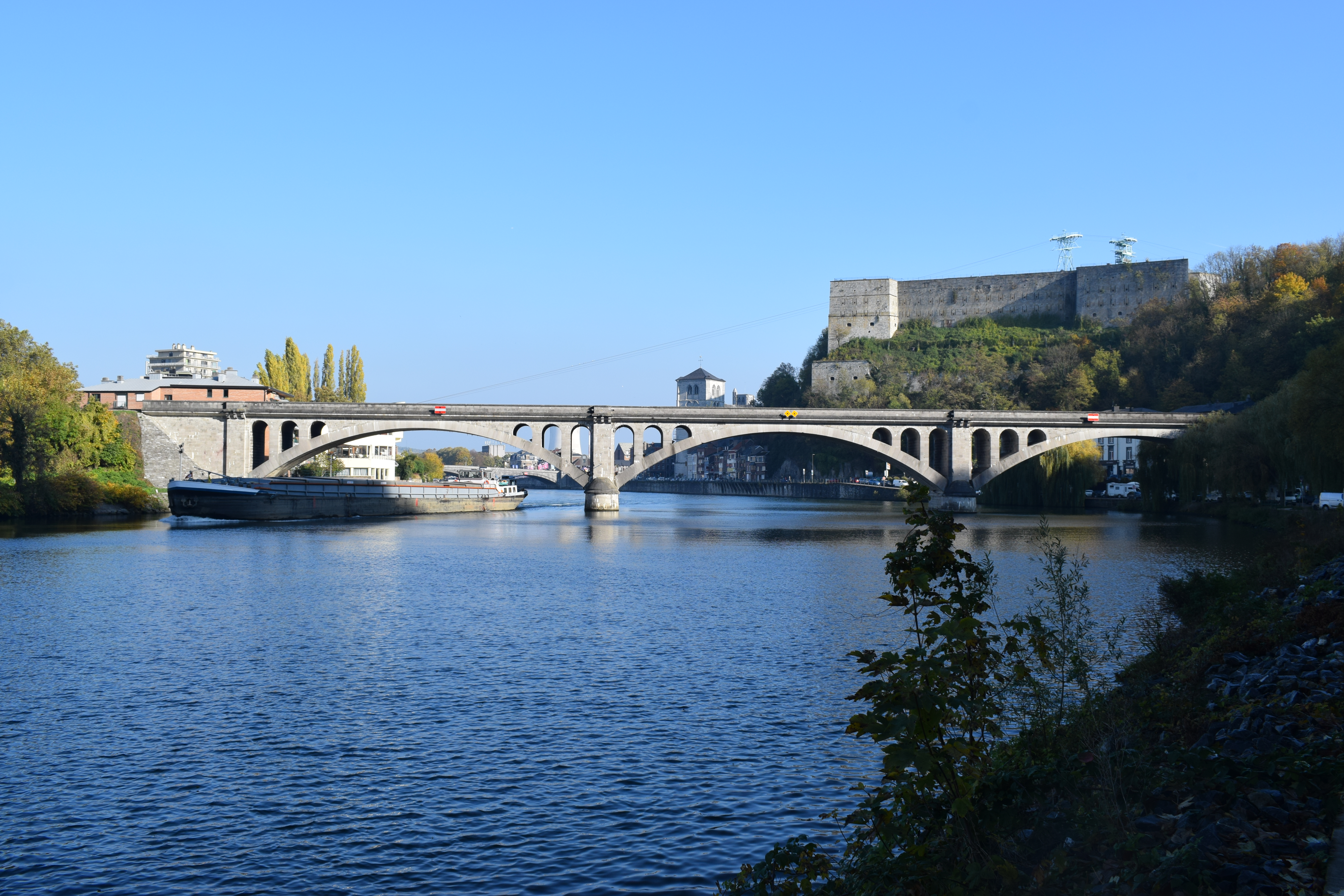
Barjă traversând sub pod. În fundal, fortăreața Huy.
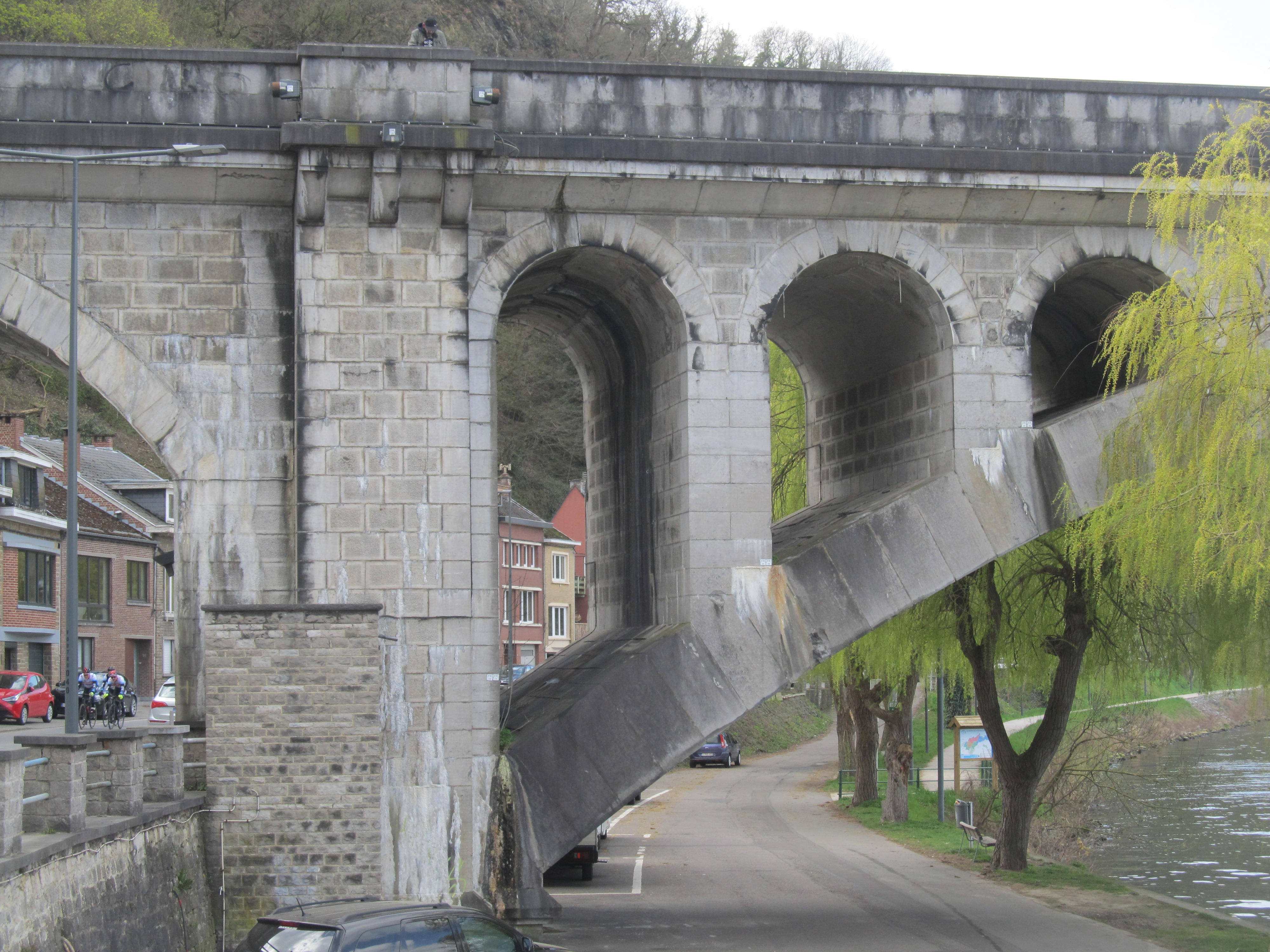
Detaliu cu arce și bolți